# ポーラ・コール
ポーラ・コール（Paula Cole、1968年4月5日 - ）は、アメリカ合衆国の女性シンガーソングライター。

## 来歴
マサチューセッツ州ロックポート出身。高校を卒業の後、ボストンのバークリー音楽大学に進学。ジャズ・ヴォーカルの発声法を学び、ジャズ歌手を目指した。しかし、シンガーソングライターとなることを決意し、卒業後はサンフランシスコに移住し音楽活動を開始した。
1992年、ニューヨークで演奏中、イマーゴ・レコード社長のテリー・エリスの目に止まりプロとしての活動を開始した。1993年にはファーストアルバム『ハービンガー』が完成したが、イマーゴ・レコードの経営難により発売が見送られ、翌年の1994年にリリースされた。なお、リリースの直後、イマーゴ・レコードはBMGから契約を切られ、ワーナー・ブラザース・レコードの傘下となった。ファーストアルバムがリリースされるまでの期間に、ピーター・ガブリエルのシークレット・ワールド・ツアーにツアー・メンバーとして参加した（このツアーで来日を果たしている）。これを機に、彼女の存在に注目が集まるようになり、次第に世に出始めた。
セカンドアルバム『ディス・ファイア』からのシングルが大ヒットしたのを背景に、1997年、グラミー賞にて最優秀新人賞を受賞。
1999年にはポーラ・コール・バンド（PAULA COLE BAND）の名義でアルバム『アーメン』を発表した。バンドの構成は3人で、彼女（ボーカル）の他にバークリー音大時代の学友のケヴィン・バリー(Kevin Barry、ギター)とジェイ・ベルローズ(Jay Bellerose、ドラム)である。
2006年ベストアルバムをリリース後、イマーゴ・レコードからデッカ・レコードに移籍した。2007年にリリースされたアルバム『Courage』はデッカ移籍後のものである。

## エピソード
日本では1998年にニコラス・ケイジとメグ・ライアンが主演した映画『シティ・オブ・エンジェル』の予告CMに彼女の曲「アイ・ドント・ウォント・トゥ・ウェイト」が起用されたことが広く知られる契機となった。

## ディスコグラフィ

### スタジオ・アルバム
- 『ハービンガー』 - Harbinger （1994年）
- 『ディス・ファイア』 - This Fire （1996年）
- 『アーメン』 - Amen （1999年）
- Courage （2007年）
- Ithaca （2010年）
- Raven （2013年）
- 7 （2015年）
- Ballads （2017年）

### コンピレーション・アルバム
- Greatest Hits: Postcards from East Oceanside （2006年）

### シングル
- 「オール・ザ・カウボーイズ・ゴーン」 - Where Have All the Cowboys Gone?  （1997年）
- 「アイ・ドント・ウォント・トゥ・ウェイト」 - I Don't Want to Wait （1997年）
- Me （1998年）
- I Believe in Love （1999年）
- Be Somebody （2000年）
- Amen （2000年）
- 14 （2007年）
- Comin' Down （2007年）
- Music in Me （2010年）
- Eloise （2013年）
- God Bless the Child （2017年）